# Рудский, Виктор Валентинович
Ви́ктор Валенти́нович Ру́дский, доктор географических наук (с 1997), профессор (с 1998), декан географического факультета Алтайского государственного университета (АГУ) (c 1989), проректор по научной работе Алтайского государственного университета (с 1997), проректор по научной работе Смоленского гуманитарного университета (2003—2005).
В 2010—2012 годах работал на различных должностях в Барановичском государственном университете, Республика Беларусь.
Ноябрь — декабрь 2010 года — приглашенный профессор Галле-Виттенбергского университета имени Мартина Лютера, Германия.

## Краткая биография
Родился 10 мая 1951 года в селе Каргасок Томской области в семье учителей. В 1973 году окончил кафедру общей географии Томского государственного университета.

## Профессиональная квалификация
Диплом о высшем образовании получен в 1973 году. Тема дипломной работы: «Высотная поясность хребта Кодар», научный руководитель — профессор, д.б.н. В. Б. Куваев. Диссертация на соискание ученой степени кандидата географических наук по специальности 11.00.11 — охрана окружающей среды и рациональное использование природных ресурсов на тему: «География ресурсов дикорастущих пищевых и лекарственных растений Алтая и Саян и их использование» была защищена в 1982 году в Ленинградском государственном педагогическом институте им. А. И. Герцена. Научный руководитель — д.г.н. Ю. П. Михайлов. Диссертация на соискание ученой степени доктора географических наук по этой же специальности на тему «Эколого-географические основы природопользования в горных странах (на примере Алтая и Саян)» была защищена в 1997 году в Алтайском государственном университете. Учёное звание доцента по кафедре экономической и социальной географии присвоено в 1989 году. Учёное звание профессора по кафедре экономической географии и картографии присуждено в 1998 году. В 2007 году стал действительным членом (академиком) Российской академии естествознания.

## Учебная и научная деятельность
В период работы в Томском, Иркутском и Алтайском государственных университетах и Смоленском гуманитарном университете велись и ведутся следующие учебные лекционные и практические курсы: «Картография», «Оценка природных ресурсов и хозяйственная организация территории», «Введение в экономическую и социальную географию», «Методы экономико-географических исследований», «Экономическая и социальная географии СССР и России» (на географических и экономических факультетах), «Растительные ресурсы», «Рекреационная география», «Основы природопользования», «Ресурсоведение», «Региональное природопользование», «Географическое картографирование», «Геоинформационное картографирование». Осуществляется руководство курсовыми и дипломными работами студентов, диссертационными работами аспирантов и магистрантов. В настоящее время (декабрь 2010 год) он является приглашённым профессором Галле-Виттенбергского университета имени Мартина Лютера (Германия). Руководит курсовыми и дипломными работами немецких студентов, а также их учебными и производственными практиками на территории России. Под его руководством проходили стажировку студенты, аспиранты и преподаватели из Германии, Бельгии, Канады и Великобритании. Был руководителем четырёх летних экологических школ для немецких студентов.
В. В. Рудский — один из организаторов науки и географического образования в Алтайском госуниверситете. Более 6 лет был деканом географического факультета и около 4-х лет проректором по научной работе. После переезда в 2002 году в Смоленск при его участии в Смоленском гуманитарном университете открыты две новые специальности «Природопользование» и «Информационные системы в географии», а также открыта кафедра «Экологии и природопользования». В Барановичском государственном университете по его инициативе открыто обучение по специальность «Геоэкология».

## Гранты и стипендии
- 1991 — грант Немецкого научного фонда (Deutsche Forschungsgemeinschaft) на проведение исследований;
- 1993 — грант в области фундаментальных проблем охраны окружающей среды и экологии человека (научный руководитель);
- с 1994 — по настоящее время — руководитель серии научных проектов с Техническим Университетом Дрездена;
- 1994 — стипендия Германской службы академических обменов (DAAD);
- 1997 — стипендия Германской службы академических обменов (DAAD);
- 1998 — Соросовский грант (научный руководитель);
- 1998—2001 — координатор направления 2.1 Алтайского государственного университета федеральной программы «Интеграция»;
- 1999—2001 — координатор программы «Поддержка инноваций в высшем образовании» Национального фонда подготовки кадров и Мирового банка реконструкции и развития;
- 1999—2001 — грант INTAS «Социально-экономическая трансформация сельской местности России и Молдовы» (координатор);
- 2000 по 2002 — грант программы «Университеты России — фундаментальные исследования» (научный руководитель);
- 2000—2002 — грант научного отдела НАТО (координатор с российской стороны);
- 2000—2002 — грант Немецкого научного фонда (Deutsche Forschungsgemeinschaft), (руководитель с российской стороны);
- 2000—2001 — научный руководитель программы «Сохранение биоразнообразия» Глобального экологического фонда;
- 2001 — грант РФФИ на проведение конференции (руководитель);
- 2002 — разработчик программы «Разработка стратегии развития города Змеиногорска», финансируемой фондом Сороса и администрацией города;
- 2002 — участник Международной программы SUREMA, финансируемой федеральной землей Саксония-Ангальт (Мартин-Лютер Университет, Германия);
- 2003 — грант Немецкого научного общества (DFG) на проведение исследований в Германии (октябрь-декабрь 2003 г.);
- 2004 — грант Университета Хьюстона (США) на участие в Международной конференции (Хьюстон, апрель, 2004 г.);
- 2004 — грант научного отдела НАТО на участие в Международной конференции (Лечче, Италия, сентябрь 2004 г.);
- 2005—2006 — стипендия Германской службы академических обменов;
- 2005—2008 — грант Германской службы академических обменов на проведение Летней школы в Смоленске «Смоленск как перекресток восточно-европейской географии, истории и политики в прошлом, настоящем и будущем».
- 2007—2008 — грант РГНФ «Рациональное экономическое поведение (на примере модельного района Смоленской области)»

## Награды
- В 1998 году награждён Почётной грамотой Министерства образования Российской Федерации за большой вклад в становление и развитие Алтайского государственного университета.
- В 2001 году награждён Почётной грамотой Государственного собрания — Эл-Курултай Республики Алтай за разработку проекта Объекта Всемирного природного наследия ЮНЕСКО «Алтай — Золотые горы».

## Публикации
Всего опубликовано более 200 работ, включая 7 монографий, несколько учебных пособий. В том числе:
1. Природа Хантайской гидросистемы. — Томск: Изд-во Томск. ун-та, 1988. — 390 с. (в соавторстве).
2. Алтай. Эколого-географические основы природопользования. — Барнаул: Изд-во АГУ, 1996. — 238 с.
3. Укок (прошлое, настоящее, будущее). — Изд-во Изд-во Алтайского ун-та, 2000. — 174 с. (в соавторстве).
4. Экономическая география и регионалистика (учебное пособие). — Барнаул: Изд-во Алтайского госуниверситета, Барнаул, 2001. — 196 с. (Отв. редактор и соавтор).
5. Природопользование в горных странах (на примере Алтая и Саян). — Новосибирск: Наука, 2000. — 207с.
6. The socio-economic transformation of rural areas in Russia and Moldova // Praxis Kultur- und Socialgeographie. Herausgegeben vom Institut fuer Geographie der Universitaet Potsdam, 2003. — 163 p. (в соавторстве).
7. 13 лет из жизни географа. — Смоленск: Издательство «Универсум», 2005, — 376 с.
8. Основы природопользования. Учебное пособие. — М.: Изд-во «Аспект-Пресс», 2007. — 271 с. (в соавт. с В. И. Стурманом).
9. Территориальная организация сельского хозяйства в Республике Алтай: монография. — Бийск: ГОУ ВПО БГПУ, 2007. — 163 с. (в соавторстве с А. А. Черемисиным и З. В. Лысенковой).